# Desmiphora uniformis
Desmiphora uniformis là một loài bọ cánh cứng trong họ Cerambycidae.